# ریزورتس ورلد لاس وگاس
ریزورتس ورلد (به انگلیسی: Resorts World Las Vegas) یک هتل و کازینو است که هم‌اکنون در نوار لاس وگاس، وینچستر، نوادا، ایالات متحده آمریکا در حال ساخت می‌باشد و طبق برنامه تعیین شده، در سال ۲۰۲۰ افتتاح می‌شود. این مجموعه در تملک شرکت جنتینگ گروپ مالزی قرار دارد. هزینه ساخت آن چیزی بالغ بر ۷ میلیارد دلار پیش‌بینی شده‌است.

## تاریخچه
بوید گیمینگ در سال ۲۰۰۷ هتل کازینوی استارداست را جهت ساخت هتل کازینوی Echelon Place تخریب نمود. اما بعلت مشکلات اقتصادی، پروژه متوقف شد.
بوید زمین این مجموعه با مساحت ۸۷ جریب (۳۵ هکتار) را به قیمت ۳۵۰ میلیون دلار در تاریخ ۴ می ۲۰۱۳ به شرکت جنتینگ مالزی فروخت.
ریزورتس ورلد بجای تخریب سازه هتل اشلون پلیس، تصمیم به استفاده از آن در طرح خود گرفت. درابتدا قرار بود در سال ۲۰۱۴ ساخت و ساز شروع شده و در سال ۲۰۱۶ افتتاح شود.
ولی مراسم شروع ساخت و ساز در ۵ می ۲۰۱۵ جشن گرفته شد و انتظار می‌رفت در اواسط سال ۲۰۱۸ افتتاح شود.
از ویژگی‌های منحصربفرد برنامه‌ریزی شده این مجموعه می‌توان به نمایش پاندا و پارک آبی سرپوشیده آن اشاره نمود.
پروژه نهایی ۲ میلیون و ۲۹ هزار و ۶۸۱ متر و ۹۰ سانتی‌متر مربع مساحت در ۴ برج حاوی ۶۵۸۳ اتاق خواهد داشت که ساخت آن بالغ بر ۷ میلیارد دلار هزینه دربردارد.
در سال ۲۰۱۶، وضعیت ریزورتس ورلد سؤال برانگیز شد. زیرا پس از اندکی ساخت و ساز، مجدداً متوقف شد.
جنتینگ عنوان کرد در انتهای سال ساخت و ساز پروژه را برای افتتاح زمانبندی شده در ۲۰۱۹ شروع خواهد کرد.
کمپانی تاخیرات را به کاهش نرخ ارز و مشکل در تأمین تدارکات نسبت داد. زیرا کاهش نرخ ارز باعث بروز مشکل برای شرکت در تأمین مایحتاج پروژه شده بود.
در می ۲۰۱۷ یک برنامه زمانی بروزشده از سوی جنتینگ منتشر شد که از تغییر برنامه شرکت جهت افتتاح پروژه در ۲۰۲۰ خبر می‌داد. در سال ۲۰۱۸ ساخت و ساز رسماً آغاز شد. به گفته شاهدان محلی، هر هفته یک طبقه از برج‌ها کامل می‌شود.